# Polär kovalent bindning

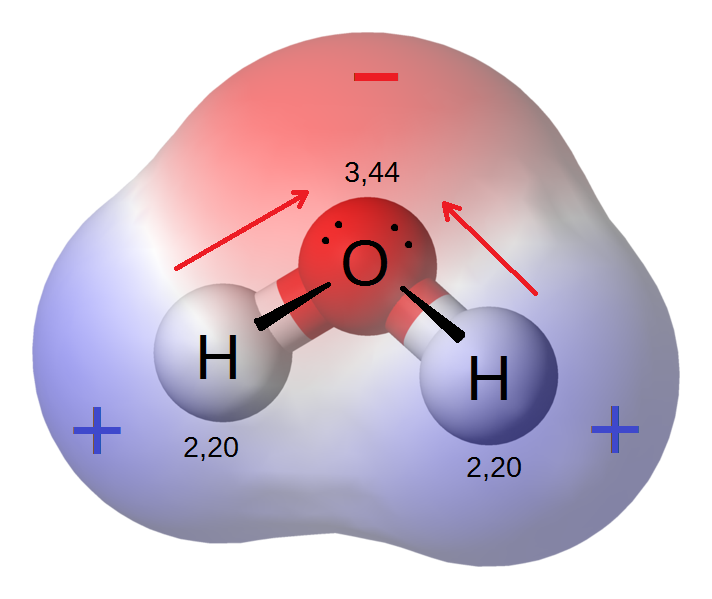
Vattenmolekylen består av syre och väte, med respektive elektronegativiteter av 3,44 och 2,20. Elektronegativitetsskillnaden polariserar varje H-O-bindning och förskjuter sina elektroner mot syret (illustreras med röda pilar). Dessa effekter läggs till som vektorer för att göra den totala molekylen polär.

En polär kovalent bindning är en kovalent bindning i en molekyl där de ingående atomerna har olika elektronegativitet och därför attraherar bindningselektronerna olika starkt, vilka kommer att förskjutas åt den mest elektronegativa av atomerna.  
Om denna förskjutning tillsammans med andra laddningsförskjutningar inte är symmetriska i molekylen, kommer molekylen att bli en dipol, med en mer negativ och en mer positiv ände. Skulle atomerna ha lika elektronegativitet blir bindningen istället opolär kovalent bindning. 

Vattenmolekylen består som exempel av två väteatomer och en syreatom, vilka är kovalent bundna till varandra. Eftersom syreatomen har högre elektronegativitet än väteatomen, kommer molekylens "syre-ände" att erhålla en negativ laddning och dess "väte-ände" en positiv laddning.